# Conus anabathrum
Conus anabathrum är en snäckart som beskrevs av Joseph Charles Hippolyte Crosse 1865. Conus anabathrum ingår i släktet Conus och familjen kägelsnäckor. Inga underarter finns listade i Catalogue of Life.

## Bildgalleri

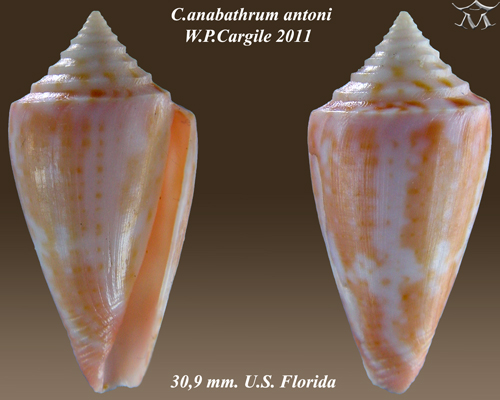
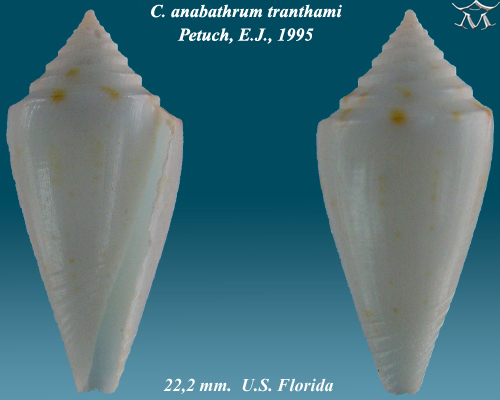
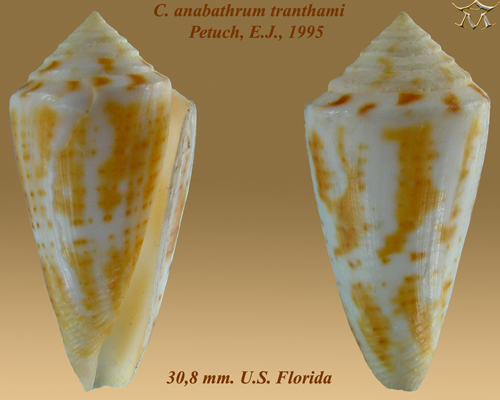
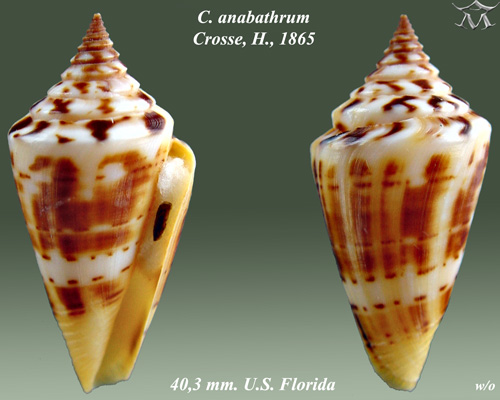
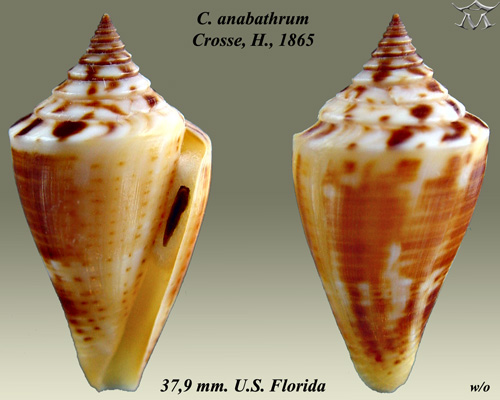